# Estadio Luis Fernando Montoya
El Estadio Luis Fernando Montoya es un estadio de fútbol ubicado en el municipio colombiano de Caldas, en el departamento de Antioquia. Tiene una capacidad de 6000 espectadores y fue inaugurado en junio de 2015 sobre el terreno que ocupaba la cancha Palmaseca, que fue demolida en 2014 para dar origen al actual complejo.
El estadio fue nombrado así en honor a Luis Fernando Montoya, de origen caldense, quien estuvo presente en la inauguración. En este complejo se llevó a cabo la Copa Prelibertadores Femenina Colombia 2015.